# NGC 3185
NGC 3185 je galaksija u zviježđu Lavu.

## Vanjske poveznice
- SEDS: NGC 3185